# ميلدريد بي. ديفيس
ميلدريد بي. ديفيس (بالإنجليزية: Mildred B. Davis)‏‏ (27 يوليو 1930 في نيويورك - ) روائية، وكاتِبة من الولايات المتحدة.

## الجوائز
- جائزة إدغار